# Nicolas Lloyd
Pour les articles homonymes, voir Lloyd.
Nicolas Lloyd (1630-1680), biographe et lexicographe anglais, naquit à Holton dans le Flintshire. 

## Biographie
Après avoir fait ses premières études à Wykeham, près de Winchester, il est reçu maître es arts à Oxford, en 1658. Il devient ensuite chapelain du docteur Blandford, qui, ayant été nommé évêque d'Oxford, lui donne en 1671 la cure de Newington dans le comté de Surrey. II y meurt en 1680, laissant la réputation d'un ecclésiastique également pieux et instruit. 
On a de lui : Dictionarium historicum, geographicum, poeticum, gentium, hominum, deorum, gentilium, regionum etc., Oxford, in-fol., 830 pages, 1670. C'est une réimpression du dictionnaire de Charles Estienne, mais avec des corrections et des additions qui en font pour ainsi dire un ouvrage nouveau : il en parut une seconde édition après la mort de Lloyd, Londres, in-fol., 1686, avec de nouvelles additions ; et quoique ce dictionnaire ne soit pas exempt de fautes, il conserve encore au XIXe siècle des partisans en Angleterre, et il n'est pas sans utilité pour l'intelligence des noms qui se trouvent chez Homère, Hérodote et Strabon. 